# 狄克曼缩合反应
狄克曼缩合反应（Dieckmann缩合，或狄克曼反应）是二酯在碱作用下发生分子内缩合生成β-酮酯的反应，即分子内的Claisen缩合反应。它以德国化学家沃特尔·狄克曼（1869-1925）命名。

## 反应机理
碱夺取酯羰基的α-氢，生成碳负，进攻另一个羰基碳，发生加成，烷氧负离子离去。碱再夺取一个α-氢，不可逆地生成稳定的烯醇负离子，最后经酸处理得到产物。